# يوهان كريستوف شلايشر
يوهان كريستوف شلايشر (بالألمانية: Johann Christoph Schleicher) (و. 1770 – 1834 م) هو عالم نبات، وعالم فطريات من ألمانيا، وسويسرا، ولد في هوفغايزمار، توفي عن عمر يناهز 64 عاماً.